# Amândoi (roman)
Amândoi este un roman polițist scris de Liviu Rebreanu și publicat în 1940. Prezintă investigația unei crime duble într-o localitate mică, iar acțiunea se construiește în jurul personajului principal, tânăra servitoare Solomia.

## Rezumat
Personajul principal este tânăra Solomia, fiica Ioanei și a lui Ilie Motroc, sora lui Eremia și a Domnicăi Motroc din Valea Ursului. La vârsta de 15 ani a fost luată servitoare de Vasilica Dăniloiu, care a crescut-o ca pe copilul ei. Când împlinește 18 ani, se îndrăgostește de Alexandru Ionescu, zis și Lixandru, șofer la sucursala Băncii Marmorosch Blank. Ajuns șomer, el rămâne să lucreze cu ziua în Pitești doar pentru a fi aproape de Solomia. Lixandru face o pneumonie severă, iar medicul îi recomandă un regim naturist și să meargă la țară. Solomia îl duce acasă la părinții ei, la țară, dar mai întâi se căsătoresc pentru ca lumea să nu bârfească. Aici situația se înrăutățește, Lixandru se simte tot mai rău, iar Solomia își cheltuie toate economiile pentru a-i plăti tratamentul. Astfel, ea amanetează chiar și salba de aur primită în dar de la Vasilica Dăniloiu, tocmai Miței, soția lui Ilarie Dăniloiu. Mița și Ilarie, deși foarte bogați, sunt extrem de zgârciți. Mița obișnuia să dea bani cu camătă în schimbul bijuteriilor și să nu le mai restituie, de aceea o ia la goană pe Solomia când fata îi cere salba înapoi.
Soții Vasilica și Spiru Dăniloiu sunt îngrijorați că nu mai știu nimic de fratele lui Spiru, Ilarie, și soția acestuia, Mița. După câteva zile, Vasilica descoperă că aceștia au fost uciși și probabil tâlhăriți în propria lor casă. Ambii fuseseră strangulați cu o sârmă de cupru subțire. Când Solomia vrea să plece acasă, la Lixandru, judecătorul o oprește pentru interogatoriu. După aceea, fata pleacă pe jos spre satul natal și în aceeași seară Lixandru moare. Solomia se întoarce la Pitești și vinde doi bănuți din salba de aur pentru a-l îngropa pe Lixandru.
Printre suspecții de crimă se află și Mihai Ciufu, servitorul bisericii, și Romulus Delulescu, fiul lui Pascal și al Aretiei, care primise o sumă de bani de la Ilarie. Toate dovezile par să indice că Ciufu ar fi vinovatul, însă totul se schimbă în momentul în care Solomia revine în oraș și cere să fie audiată din nou de judecător. Ea mărturisește că este ucigașa soților Mița și Ilarie Dăniloiu, că a vrut să-și salveze soțul bolnav, dar după moartea lui, s-a gândit să-și ispășească vina, pentru că Ciufu fusese arestat pe nedrept. Ea i-a ucis pe amândoi pentru că Mița refuzase să îi înapoieze salba de aur amanetată.
Solomia este dusă la închisoare. AIci simte că de acum nu mai are niciun rost pe lume și se sinucide cu un ac de păr.

## Personaje
- Solomia Motroc, devenită Ionescu prin căsătorie
- Alexandru Ionescu (Lixandru)
- Aurel Dolga, judecător
- Vasilica și Spiru Dăniloiu
- Mița și Ilarie Dăniloiu
- Pascal și Aretia Delulescu (Aretia era sora mai mare a fraților Dăniloiu)
- Romulus Delulescu
- Vasile Popescu, medic
- Mihai Ciufu

## Scriere și publicare
Liviu Rebreanu a început să lucreze la o schiță pentru acest roman în octombrie 1936, pe când se afla la Valea Mare, lângă Pitești. Trei ani mai târziu, în 1939, la București, încheie un contract cu Editura Socec pentru a-i publica acest roman, însă cu numele Alibi. Începe să scrie romanul, fără a fi sigur de derularea acțiunii, iar în ianuarie 1940 menționează în jurnalul său că a terminat de scris Amândoi.
Prima ediție a fost publicată în 1940, urmată de alte două ediții, în 1942 și 1944, și o ediție în limba germană (Alle Beide, Viena, 1944). A fost ultimul roman scris de Liviu Rebreanu.

## Receptare critică
Romanul aparține, conform criticilor literari, planului secund al creației literare a lui Liviu Rebreanu, alături de Crăișorul, Jar, Adam și Eva, Ciuleandra și Gorila. Imediat după lansare, romanul a stârnit reacții opuse. Astfel, în România literară, este apreciat pentru tema inedită, vigoarea creativă, „o revelație pentru literatura românească”, dar ridiculizat în alt articol de către Neagu Rădulescu. În aceeași publicație, Dan Petrașincu susține că Liviu Rebreanu „știe să facă un roman” și că Amândoi este un roman polițist autohton, în care autorul modelează inspirat natura umană.
George Călinescu observă slaba calitate literară a romanului Amândoi și afirmă că această istorie a unei servitoare criminale contribuie la ideea sa potrivit căreia Liviu Rebreanu excelează în descrierea mediului rural și are lacune în ceea ce privește mediul urban, este un bun cunoscător al mentalității colective, dar are lipsuri în descrierea individualului, surprinde genial psihologia gloatelor, dar nu redă autentic lumea contemporană.
Recenzia negativă a lui George Călinescu a fost preluată de majoritatea criticilor literari, astfel au apărut opinii conform cărora Amândoi este un roman polițist eșuat, bazat pe o poveste neverosimilă, în care, deși îndemânarea literară a scriitorului nu este cu nimic mai prejos decât în alte opere ale sale, se simte diferența dintre capodoperă și exercițiu narativ.
O analiză literară mai amănunțită a fost realizată de Vladimir Streinu, care aprecia că personajele lui Rebreanu sunt de dimensiunea personajelor lui Tolstoi sau Balzac, personaje care reprezintă societatea și, prin aceasta, Amândoi este o satiră a romanului polițist și nu un roman polițist în sine, deoarece îi lipsește elementul fantastic caracteristic acestui gen, personajele sunt descrise realist, iar judecătorul de instrucție Dolga este singurul personaj care soluționează cazul, fără alte intervenții din exterior, cum se întâmplă de regulă în romanele cu detectivi. Tot Vladimir Streinu concluzionează că Amândoi este unul dintre cele mai subtile romane ale timpului său.
Personajul principal, Solomia, a fost apreciat de criticii literari și considerat partea centrală a romanului. Potrivit lui Mihail Sebastian, personajul Solomiei este cea mai reușită parte a romanului. Perpessicius, de asemenea, concluzionează că drama Solomiei atrage atenția cititorului și lasă în plan secund acțiunea propriu-zisă a romanului, iar Pompiliu Constantinescu descoperă în Solomia „o poezie primitivă și un mister de rară originalitate”.